# Voldie Mapenzi
Voldie Mapenzi, née le 17 mai 1992, est une artiste musicienne originaire de la ville de Goma dans la province de Nord-Kivu, connue pour avoir représenté à plusieurs reprises sa province dans divers événements culturels ainsi que pour sa contribution à la réalisation de l'hymne du Festival Amani en tant que représentante de sa ville natale en février 2014.

## Enfance et carrière
Voldie Mapenzi, originaire de la Région des Grands Lacs, s'est fait remarquer par sa voix imposante. En 2008, le podium du centre d’échange culturel Yole!Africa la reçoit puis en 2010 elle fait pour la première fois son apparition au télé-crochet national Vodacom Superstar marquant le début de sa carrière solo. Elle se produit à Gisenyi comme à Goma dans des karaokés,, et vers la fin 2017, elle fait sa deuxième apparition au télé-crochet national Vodacom Best of the Best,, et participe également à la saison 3 The Voice Afrique Francophone.
En janvier 2020, elle sensibilise la population de Butembo sur la maladie à virus Ebola.

## Discographie

### Singles
- Go Go Go[8](2017)
- Faute ya commerçant remix (2019)
- Mutenzya (2020)
- Happy birthday to me (2021)